# Кедугу
Кеду́гу (фр. Kédougou) — город на юго-востоке Сенегала, административный центр одноимённых области и департамента.

## Географическое положение
Город находится в южной части области, на правом берегу реки Гамбия, на расстоянии приблизительно 597 километров к юго-востоку от столицы страны Дакара. Абсолютная высота — 98 метров над уровнем моря.

## Население
По данным переписи 2002 года численность населения Кедугу составляла 16 672 человек.
Динамика численности населения города по годам:
| 1976 | 1988   | 2002   | 2010   |
| ---- | ------ | ------ | ------ |
| 7723 | 11 216 | 16 672 | 20 200 |

## Экономика
Основу экономики города составляют сельскохозяйственное производство, торговля и добыча золота.

## Транспорт
В окрестностях города расположен одноимённый аэропорт.

## Города-побратимы
- Брюэ-ла-Бюисьер, Франция

## Известные уроженцы
- Дьяо, Салиф — сенегальский футболист.